# Marijana Radev
Marijana Radev (Constanţa, 21. studenoga 1913. – Zagreb, 17. rujna 1973.), hrvatska operna pjevačica (altistica) bugarskoga podrijetla.

## Karijera
Prvi je put nastupila na sceni 1931. godine u Zagrebu na praizvedbi Božićne priče Rudolfa Matza, a profesionalno je debitirala 1938. godine u Trstu ulogom Marine u Borisu Godunovu, a u HNK je prvi put pjevala u rujnu iste godine Santuzzu u Cavalleriji rusticani. U Zagrebačkoj operi, kao članica ili stalna gošća do 1971. godine, ostvarila je 44 uloge i imala gotovo 600 nastupa. 
U sebi je sjedinjavala sva eminentna svojstva snažne umjetničke osobnosti, intenzivan smisao za ritam, istančanu muzikalnost, visoku kulturu, što je uz glas posebnih tamnih preljeva i izrazit glumački dar njezine kreacije učinilo besmrtnima i teško ponovljivima. Premda se najčešće ponajprije doživljava kao Carmen, a i britanska je kritika nakon njezina gostovanja u Covent Gardenu 1955. godine ustvrdila kako od vremena glasovite Emme Calvé nije bilo takve Carmen koja bi potpuno zadovoljila sve pjevačke i glumačke zahtjeve uloge koju je pjevala i u Bečkoj državnoj operi i pariškoj Opéri Comique. Međunarodni ugled ponajviše duguje ulozi Grofice u Pikovoj dami u milanskoj Scali 1961. godine (zabilježena je snimka uživo) i činjenici da je za gramofonsku tvrtku DGG sudjelovala u visoko cijenjenim snimkama Verdijeva Requiema, Rossinijeva djela Stabat Mater i Beethovenove Misse solemnis. 
U Zagrebu je ostvarila i antologijske kreacije Charlotte u Wertheru, Amneris, Azucene, Kundry u Parsifalu, Gotovčeve Dome u Eri s onoga svijeta i Govedarke u Morani, Gluckova Orfeja. 
Bila je protagonisticom velikih opernih događaja prvih hrvatskih izvedaba suvremenih djela i praizvedaba hrvatskih opera. Pjevala je Brkanovićevu Jelu u Ekvinociju i Barbaru u Zlatu Zadra, Brittenovu Lukreciju, Gotovčevu Milu Gojsalića, Bradatu Turkinju u Životu razvratnika Stravinskog, Madame Floru u Menottijevu Mediumu i druge. Posljednji je put nastupila na sceni 25. travnja 1971. u slavnoj predstavi zvijezda, Giocondi pod ravnanjem Lamberta Gardellija, i još jednom u ulozi Slijepe žene pokazala uzorno fraziranje i vrhunsko umijeće inetrpretacije.
Njezin brat Gregor Radev bio je također operni pjevač te glumac.
Ulice u zagrebačkom Prečkom i Zadru nose njezino ime.

## Vanjske poveznice
- Radev, Marijana Hrvatska enciklopedija. LZMK
- LZMK / Proleksis enciklopedija: Radev, Marijana
- Jagoda Martinčević: Hrvatski vokalni umjetnici XX. stoljeća u svijetu
- Bugari u Hrvatskoj – Diana Glasnova: »Jedna bugarska ruža za 100. obljetnicu rođenja Marijane Radev«
- Opera Lounge.de – Eine bedeutende Stimme aus Kroatien: Marijana Radev (njem.) (engl.)